# Cotoneaster juranus
Cotoneaster juranus är en rosväxtart som beskrevs av Michel Gandoger.
Cotoneaster juranus ingår i släktet oxbär och familjen rosväxter. Inga underarter finns listade i Catalogue of Life.